# Copa Interamericana 1987
La Copa Interamericana 1987 fue la décima edición del torneo organizado entre Conmebol y Concacaf. Fue disputada por River Plate de Argentina y el Alajuelense de Costa Rica. El campeón fue el equipo argentino.
Uno de los mejores equipos de River Plate de la historia; campeón de la Copa Intercontinental y de  la Libertadores; con figuras como Claudio Paul Caniggia, Néstor Gorosito, Oscar Ruggeri, Sergio Goycoechea, Américo Gallego, Mariano Dalla Libera entre otros; se enfrentó a una aguerrida Liga en el que se destacaban grandes jugadores como Juan Cayasso, Alejandro González, y Oscar Ramírez, entre otros.
En el encuentro de ida, disputado en Costa Rica, empataron 0 a 0. En la vuelta los locales golearon por 3 a 0, coronándose con un nuevo título internacional y cerrando uno de los capítulos más gloriosos de su historia. En esa temporada; River Plate obtuvo los títulos local, continental, americano y mundial, logrando todos los campeonatos posibles de la época.

## Clubes clasificados
Los ganadores de las dos máximas competiciones de las confederaciones de América de 1986.
| Conmebol (Sudamérica)                       |  | River Plate |  | Campeón de la Copa Libertadores (1986)                |
| Concacaf (Norte, Centroamérica y el Caribe) |  | Alajuelense |  | Campeón de la Copa de Campeones de la Concacaf (1986) |

## Resultados

### Partido de ida
| 21 de julio de 1987 | L.D. Alajuelense | 0:0 | C.A. River Plate | Estadio Alejandro Morera Soto, Alajuela                        |  |
|                     |                  |     |                  | Asistencia: 15 000 espectadores Árbitro(s): José Antonio Garza |  |

| 1          | Guardameta     | Alejandro González |     |
| 4          | Defensa        | Hernán Sosa        |     |
| 3          | Defensa        | José Cháves        |     |
| 2          | Defensa        | Miguel Vargas      | 35' |
| 8          | Centrocampista | Juan Cayasso       |     |
| 5          | Centrocampista | Mauricio Montero   |     |
| 7          | Centrocampista | Jorge Ulate        |     |
| 11         | Centrocampista | Ronald Mora        |     |
| 6          | Centrocampista | Elías Arias        |     |
| 10         | Delantero      | Álvaro Solano      |     |
| 19         | Delantero      | Óscar Ramírez      |     |
| Entrenador | Entrenador     | Josef Bouška       |     |

| 1          | Guardameta     | Sergio Goycochea       |  |
| 4          | Defensa        | Jorge Borelli          |  |
| 2          | Defensa        | Nelson Gutiérrez       |  |
| 6          | Defensa        | Oscar Ruggeri          |  |
| 3          | Defensa        | Alejandro Montenegro   |  |
| 8          | Centrocampista | Néstor Gorosito        |  |
| 5          | Centrocampista | Américo Gallego        |  |
| 10         | Centrocampista | Omar Palma             |  |
| 7          | Delantero      | Claudio Caniggia       |  |
| 9          | Delantero      | Juan Gilberto Funes    |  |
| 11         | Delantero      | Roque Alfaro           |  |
| Entrenador | Entrenador     | Carlos Timoteo Griguol |  |

| 12 | Guardameta     | Marco Antonio Porras  |     |  |
| 13 | Defensa        | Franco Benavides      | 35' |  |
| 14 | Centrocampista | Guillermo Guardia     |     |  |
| 15 | Centrocampista | Jose Manuel Rodríguez |     |  |
| 16 | Delantero      | Ricardo Chacón Chávez |     |  |

| 12 | Guardameta     | Alberto Vivalda |  |
| 13 | Defensa        | Ernesto Corti   |  |
| 14 | Centrocampista | Héctor Enrique  |  |
| 15 | Centrocampista | Claudio Morresi |  |
| 16 | Delantero      | Ramón Centurión |  |

| Árbitro | José Antonio Garza |

| 1          | Guardameta     | Alejandro González |     |
| 4          | Defensa        | Hernán Sosa        |     |
| 3          | Defensa        | José Cháves        |     |
| 2          | Defensa        | Miguel Vargas      | 35' |
| 8          | Centrocampista | Juan Cayasso       |     |
| 5          | Centrocampista | Mauricio Montero   |     |
| 7          | Centrocampista | Jorge Ulate        |     |
| 11         | Centrocampista | Ronald Mora        |     |
| 6          | Centrocampista | Elías Arias        |     |
| 10         | Delantero      | Álvaro Solano      |     |
| 19         | Delantero      | Óscar Ramírez      |     |
| Entrenador | Entrenador     | Josef Bouška       |     |

| 1          | Guardameta     | Sergio Goycochea       |  |
| 4          | Defensa        | Jorge Borelli          |  |
| 2          | Defensa        | Nelson Gutiérrez       |  |
| 6          | Defensa        | Oscar Ruggeri          |  |
| 3          | Defensa        | Alejandro Montenegro   |  |
| 8          | Centrocampista | Néstor Gorosito        |  |
| 5          | Centrocampista | Américo Gallego        |  |
| 10         | Centrocampista | Omar Palma             |  |
| 7          | Delantero      | Claudio Caniggia       |  |
| 9          | Delantero      | Juan Gilberto Funes    |  |
| 11         | Delantero      | Roque Alfaro           |  |
| Entrenador | Entrenador     | Carlos Timoteo Griguol |  |

| 12 | Guardameta     | Marco Antonio Porras  |     |  |
| 13 | Defensa        | Franco Benavides      | 35' |  |
| 14 | Centrocampista | Guillermo Guardia     |     |  |
| 15 | Centrocampista | Jose Manuel Rodríguez |     |  |
| 16 | Delantero      | Ricardo Chacón Chávez |     |  |

| 12 | Guardameta     | Alberto Vivalda |  |
| 13 | Defensa        | Ernesto Corti   |  |
| 14 | Centrocampista | Héctor Enrique  |  |
| 15 | Centrocampista | Claudio Morresi |  |
| 16 | Delantero      | Ramón Centurión |  |

| Árbitro | José Antonio Garza |

### Partido de vuelta
| 16 de agosto de 1987 | C.A. River Plate                                   | 3:0 (1:0) | L.D. Alajuelense | Estadio Monumental, Buenos Aires                                   |                                                                    |
|                      | J. Villazán 16' · J. G. Funes 60' · H. Enrique 67' |           |                  | Asistencia: 25 000 espectadores Árbitro(s): Juan Francisco Escobar | Asistencia: 25 000 espectadores Árbitro(s): Juan Francisco Escobar |

| 1          | Guardameta     | Sergio Goycochea       |     |
| 4          | Defensa        | Jorge Borelli          |     |
| 2          | Defensa        | Nelson Gutiérrez       |     |
| 6          | Defensa        | Oscar Ruggeri          |     |
| 3          | Defensa        | Rubén Darío Gómez      |     |
| 8          | Centrocampista | Héctor Enrique         |     |
| 5          | Centrocampista | Américo Gallego        |     |
| 9          | Centrocampista | Ramón Centurión        |     |
| 10         | Delantero      | Omar Palma             |     |
| 7          | Delantero      | Juan Gilberto Funes    |     |
| 11         | Delantero      | Jorge Villazán         | 66' |
| Entrenador | Entrenador     | Carlos Timoteo Griguol |     |

| 1          | Guardameta     | Alejandro González |     |
| 4          | Defensa        | Hernán Sosa        |     |
| 3          | Defensa        | José Cháves        |     |
| 2          | Defensa        | Miguel Vargas      | 35' |
| 11         | Centrocampista | Ronald Mora        |     |
| 5          | Centrocampista | Mauricio Montero   |     |
| 7          | Centrocampista | Jorge Ulate        |     |
| 19         | Delantero      | Óscar Ramírez      |     |
| 6          | Centrocampista | Elías Arias        |     |
| 10         | Delantero      | Álvaro Solano      |     |
| 8          | Delantero      | Juan Cayasso       |     |
| Entrenador | Entrenador     | Josef Bouška       |     |

| 12 | Guardameta     | Alberto Vivalda   |     |
| 13 | Defensa        | Ernesto Corti     |     |
| 14 | Centrocampista | Roque Alfaro      |     |
| 15 | Delantero      | Claudio Caniggia  |     |
| 16 | Delantero      | Antonio Alzamendi | 66' |

| 12 | Guardameta     | Marco Antonio Porras  |     |  |
| 13 | Defensa        | Franco Benavides      | 35' |  |
| 14 | Centrocampista | Guillermo Guardia     |     |  |
| 15 | Centrocampista | José Manuel Rodríguez |     |  |
| 16 | Delantero      | Ricardo Chacón Chávez |     |  |

| Anotado | 16' | Jorge Villazan      | 1:0 |
| Anotado | 60' | Juan Gilberto Funes | 2:0 |
| Anotado | 67' | Héctor Enrique      | 3:0 |

| Árbitro | Juan Pablo Escobar |

| 1          | Guardameta     | Sergio Goycochea       |     |
| 4          | Defensa        | Jorge Borelli          |     |
| 2          | Defensa        | Nelson Gutiérrez       |     |
| 6          | Defensa        | Oscar Ruggeri          |     |
| 3          | Defensa        | Rubén Darío Gómez      |     |
| 8          | Centrocampista | Héctor Enrique         |     |
| 5          | Centrocampista | Américo Gallego        |     |
| 9          | Centrocampista | Ramón Centurión        |     |
| 10         | Delantero      | Omar Palma             |     |
| 7          | Delantero      | Juan Gilberto Funes    |     |
| 11         | Delantero      | Jorge Villazán         | 66' |
| Entrenador | Entrenador     | Carlos Timoteo Griguol |     |

| 1          | Guardameta     | Alejandro González |     |
| 4          | Defensa        | Hernán Sosa        |     |
| 3          | Defensa        | José Cháves        |     |
| 2          | Defensa        | Miguel Vargas      | 35' |
| 11         | Centrocampista | Ronald Mora        |     |
| 5          | Centrocampista | Mauricio Montero   |     |
| 7          | Centrocampista | Jorge Ulate        |     |
| 19         | Delantero      | Óscar Ramírez      |     |
| 6          | Centrocampista | Elías Arias        |     |
| 10         | Delantero      | Álvaro Solano      |     |
| 8          | Delantero      | Juan Cayasso       |     |
| Entrenador | Entrenador     | Josef Bouška       |     |

| 12 | Guardameta     | Alberto Vivalda   |     |
| 13 | Defensa        | Ernesto Corti     |     |
| 14 | Centrocampista | Roque Alfaro      |     |
| 15 | Delantero      | Claudio Caniggia  |     |
| 16 | Delantero      | Antonio Alzamendi | 66' |

| 12 | Guardameta     | Marco Antonio Porras  |     |  |
| 13 | Defensa        | Franco Benavides      | 35' |  |
| 14 | Centrocampista | Guillermo Guardia     |     |  |
| 15 | Centrocampista | José Manuel Rodríguez |     |  |
| 16 | Delantero      | Ricardo Chacón Chávez |     |  |

| Anotado | 16' | Jorge Villazan      | 1:0 |
| Anotado | 60' | Juan Gilberto Funes | 2:0 |
| Anotado | 67' | Héctor Enrique      | 3:0 |

| Árbitro | Juan Pablo Escobar |

|                                 |
| Bandera de Argentina            |
| Campeón River Plate 1.er título |